# Entedonomphale esenini
Entedonomphale esenini är en stekelart som beskrevs av Triapitsyn 2005. Entedonomphale esenini ingår i släktet Entedonomphale och familjen finglanssteklar.
Artens utbredningsområde är Madagaskar. Inga underarter finns listade i Catalogue of Life.